# Lokman Darul
Lokman Darul (23 de septiembre de 1999) es un deportista argelino que compite en judo. Ganó una medalla de bronce en el Campeonato Africano de Judo de 2024, en la categoría de –90 kg.

## Palmarés internacional
| Campeonato Africano | Campeonato Africano | Campeonato Africano | Campeonato Africano |
| Año                 | Lugar               | Medalla             | Categoría           |
| ------------------- | ------------------- | ------------------- | ------------------- |
| 2024                | El Cairo (Egipto)   | Medalla de bronce   | –90 kg              |